# Ashes Tour 1899
Die Ashes Tour 1899 war die Tour der australischen Cricket-Nationalmannschaft, welche die 14. Austragung der Ashes beinhaltete, und wurde zwischen dem 1. Juni und 16. August 1899 ausgetragen. Die internationale Cricket-Tour war Teil der internationalen Cricket-Saison 1899 und umfasste fünf Test-Matches. Australien gewann die Serie 1–0.

## Vorgeschichte
Für beide Mannschaften war es die erste Tour der Saison.
Das letzte Aufeinandertreffen der beiden Mannschaften bei einer Tour fand in der Saison 1897/98 in Australien statt.

## Stadien
Die folgenden Stadien wurden für die Tour als Austragungsort vorgesehen.
| Stadion                     | Stadt      | Kapazität | Spiele  |
| --------------------------- | ---------- | --------- | ------- |
| Headingley Stadium          | Leeds      | 17.000    | 3. Test |
| The Oval                    | London     | 23.500    | 5. Test |
| Lord’s Cricket Ground       | London     | 30.000    | 2. Test |
| Old Trafford Cricket Ground | Manchester | 19.000    | 4. Test |
| Trent Bridge                | Nottingham | 15.350    | 1. Test |

## Kaderlisten
Die Mannschaften benannten die folgenden Kader.
| Test | Test |
| England | Australien |
| --- | --- |
| - W. G. Grace (K) - Archie MacLaren (VK) - Bill Bradley - Johnny Briggs - Bill Brockwell - Jack Brown - C. B. Fry - Billy Gunn - Tom Hayward - Jack Hearne - George Hirst - Stanley Jackson - Gilbert Jessop - Arthur Jones - Dick Lilley (wk) - Bill Lockwood - Walter Mead - Willie Quaife - KS Ranjitsinhji - Wilfred Rhodes - Bill Storer (wk) - Charlie Townsend - Johnny Tyldesley - Sailor Young | - Joe Darling (K) - Syd Gregory - Clem Hill - Bill Howell - Frank Iredale - Ernie Jones - James Kelly (wk) - Frank Laver - Charlie McLeod - Monty Noble - Hugh Trumble - Victor Trumper - Jack Worrall |

## Tour Matches
Insgesamt wurden bei der Tour 30 Tour Matches mit First-Class-Status absolviert.

## Tests

### Erster Test in Nottingham

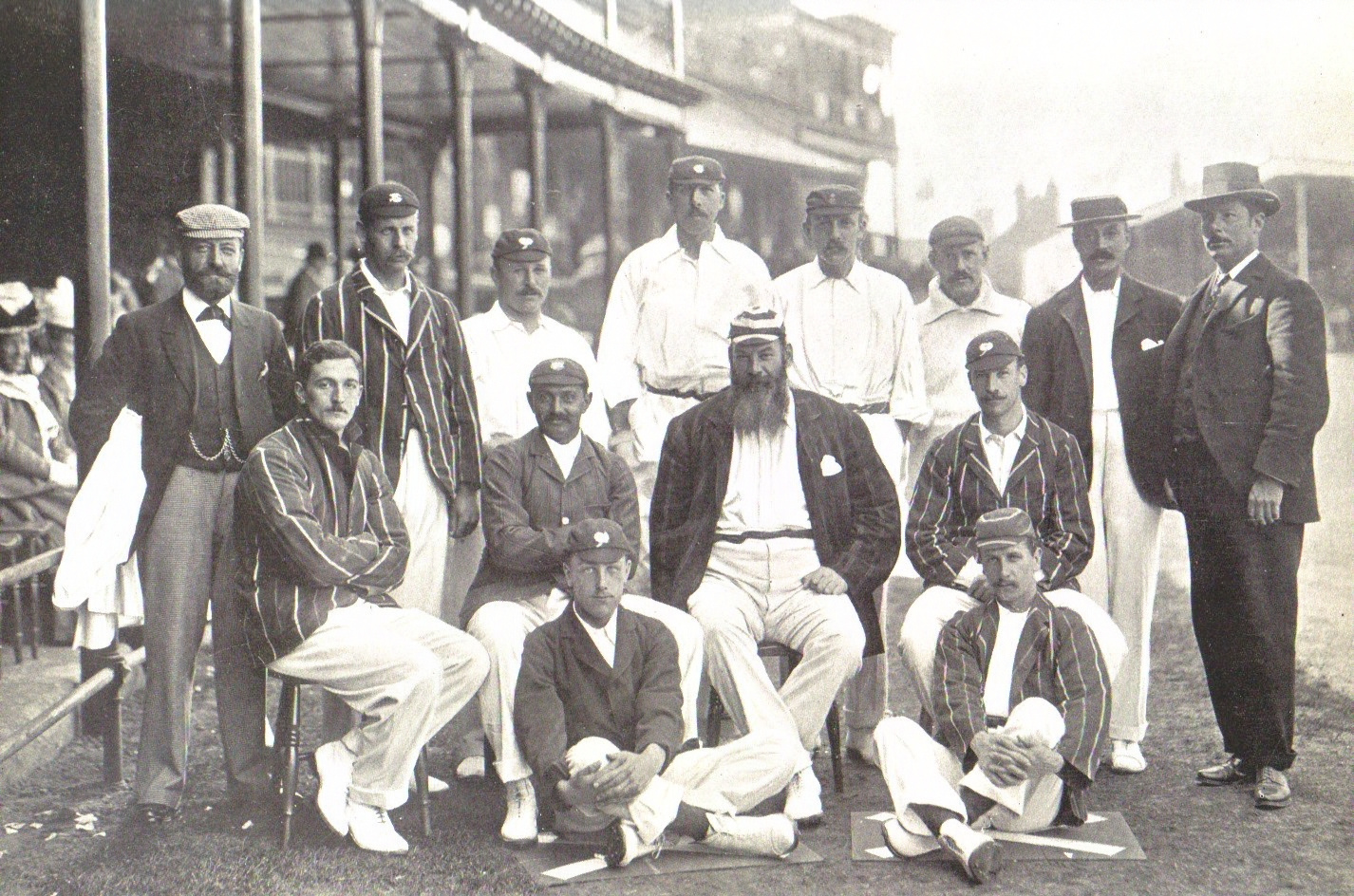
Das englische Team in Nottingham beim ersten Test.

| 1. – 3. Juni Scorecard | Nottingham | Australien 252 (152.2) & 230-8d (94) | – | England 193 (90.4) & 155-7 (99) |
|                        |            | Remis                                |   |                                 |

Australien gewann den Münzwurf und entschied sich als Schlagmannschaft zu beginnen. Für sie bildeten Eröffnungs-Batter Joe Darling und der dritte Schlagmann Monty Noble eine Partnerschaft. Darling schied nach 41 Runs aus und wurde durch Syd Gregory ersetzt. Noble erzielte dann 41 Runs, bevor Clem Hill ins Spiel kam. Nachdem Gregory nach 48 Runs sein Wicket verloren hatte, folgte ihm James Kelly. Hill erreichte dann ein Fifty über 52 Runs und kurz darauf schied Kelly nach 26 Runs aus. Nachdem Hugh Trumble aufs Feld gekommen war, endete der Tag beim Stand von 238/8. Am zweiten Tag schied Trumble nach 16* Runs aus und das Innings endete nach 253 Runs. Die besten englischen Bowler waren Wilfred Rhodes mit 4 Wickets für 58 Runs und Jack Hearne mit 4 Wickets für 71 Runs. Für England formten die Eröffnungs-Batter W. G. Grace und C. B. Fry eine Partnerschaft. Grace schied nach 28 Runs aus und an der Seite von Fry kam Billy Gunn ins Spiel. Fry verlor sein Wicket nach einem Fifty über 50 Runs sein Wicket, woraufhin KS Ranjitsinhji folgte. Gunn erreichte 14 Runs und nachdem Johnny Tyldesley ins Spiel kam, schied Ranjitsinhji nach 42 Runs aus. Kurz darauf verlor auch Tyldesley sein Wicket nach 22 Runs und das Innings endete mit einem Rückstand von 59 Runs. Bester australischer Bowler waren Ernie Jones mit 5 Wickets für 88 Runs. Für Australien schied Joe Darling nach 14 Runs aus, bevor Monty Noble und Clem Hill den tag beim Stand von 93/1 beendeten. Am dritten Tag schied Noble nach 45 Runs aus und der hineinkommende Frank Iredale erreichte 20 und Victor Trumper 11 Runs. Kurz darauf schied auch Hill nach einem Fifty über 80 Runs aus. Hugh Trumble formte dann eine Partnerschaft mit James Kelly und nachdem Trumble das letzte Wicket verlor deklarierte Australien mit einem Vorsprung von 290 Runs das Innings. Kelly hatte bis dahin 11* Runs erzielt. Beste englische Bowler waren Stanely Jackson mit 3 Wickets für 57 Runs und Wilfried Rhodes mit 3 Wickets für 60 Runs. Nachdem England früh vier Wickets verloren hatte, konnte sich KS Ranjitsinhji etablieren. An seiner Seite erreichte Tom Hayward 28 Runs und Johnny Tyldesley 10 Runs. Ranjitsinhji konnte dann das Remis sichern, als er ein ungeschlagenes Half-Century über 93* Runs erreichte. Bester australischer Bowler war Hugh Trumble mit 3 Wickets für 39 Runs.

### Zweiter Test in London
| 15. – 17. Juni Scorecard | London (Lord’s) | England 206 (80.1) & 240 (117.4)  | – | Australien 421 (170.1) & 28-0 (11) |
|                          |                 | Australien gewinnt mit 10 Wickets |   |                                    |

England gewann den Münzwurf und entschied sich als Schlagmannschaft zu beginnen. Für sie formte Eröffnungs-Batter C. B. Fry zusammen mit dem fünften Schlagmann Stanley Jackson eine Partnerschaft. Fry schied nach 13 Runs aus und nachdem Johnny Tyldesley 14 Runs erreichte, kam Gilbert Jessop. Stanley verlor dann sein Wicket nach einem Fifty über 73 Runs und wurde gefolgt durch Dick Lilley. Jessop schied dann nach einem Half-Century über 51 Runs aus, bevor Lilley das Innings ungeschlagen mit 19* Runs beendete. Bester australischer Bowler Ernie Jones mit 7 Wickets für 88 Runs. Für Australien erzielte Jack Worrall 18 Runs, bevor sich Clem Hill etablierte. An dessen Seite erreichte Syd Gregory 15 Runs, bevor Monty Noble ins Spiel kam und der tag beim Stand von 156/3 endete. Am zweiten Tag verlor Noble sein Wicket nach einem Fifty über 54 Runs und wurde durch Victor Trumper ersetzt. Hill erzielte dann ein Century über 135 Runs und an der Seite von Trumper erreichte Hugh Trumble 24 und Ernie Jones 17 Runs. Trumper beendete dann das Innings ungeschlagen mit 135* Runs und erhöhte somit den Vorsprung auf 215 Runs. Drei englische Spieler erzielten jeweils drei Wickets: Charlie Townsend (3/50), Gilbert Jessop (3/105) und Wilfred Rhodes (3/108). Für England formte dann Eröffnungs-Batter Tom Hayward zusammen mit dem fünften Schlagmann Stanley Jackson eine Partnerschaft. Nachdem Jackson nach 37 Runs ausgeschieden war, endete der Tag beim Stand von 37 Runs. Am dritten Tag kam Archie MacLaren ins Spiel und Hayward verlor sein Wicket nach einem Fifty über 77 Runs. An der Seite von MacLaren erreichte Dick Lilley 12 Runs, bevor MacLaren dann das Innings ungeschlagen mit einem Fifty über 88* Runs beendete. Beste australische Bowler waren Frank Laver mit 3 Wickets für 36 Runs und Ernie Jones mit 3 wickets für 76 Runs. Australien hatte eine Vorgabe von 26 Runs zu erreichen und die Partnerschaft zwischen Frank Worrall (11* Runs) und Joe Darling (17* Runs) gelang dieses ohne den Verlust eines Wickets.

### Dritter Test in Leeds
| 29. Juni – 1. Juli Scorecard | Leeds | Australien 172 (77.1) & 224 (85.3) | – | England 220 (118.3) & 19-0 (7) |
|                              |       | Remis                              |   |                                |

Australien gewann den Münzwurf und entschied sich als Schlagmannschaft zu beginnen. Für sie formten Eröffnungs-Batter Jack Worrall und der fünfte Schlagmann Clem Hill eine Partnerschaft. Worrall schied nach einem Fifty über 76 Runs aus und nachdem der hineinkommende Victor Trumper 12 Runs erzielte, schied auch Hill nach 34 Runs aus. Hugh Trumble erreichte dann bis zum Ende des Innings ungeschlagene 20* Runs. Beste australische Bowler waren Sailor Young mit 4 Wickets für 30 Runs und Johnny Briggs mit 3 für 53 Runs. Für England bildeten Jack Brown und KS Ranjitsinhji eine erste Partnerschaft. Ranjitsinhji schied nach 11 Runs aus und wurde ersetzt durch Willie Quaife. Brown verlor sein Wicket nach 27 Runs und nachdem Quaife mit C. B. Fry eine Partnerschaft bildete, endete der Tag beim Stand von 119/4. Am zweiten Tag verlor Quaife sein Wicket nach 20 Runs und kurz darauf auch Fry nach 38 Runs. Daraufhin etablierte sich Tom Hayward und nachdem Dick Lilley an seiner Seite ein Fifty über 55* Runs erreichte, beendete Haywards das Innings ungeschlagen mit 40* Runs. Damit erhöhte er den Vorsprung auf 48 Runs. Für Australien bildeten Jack Worrall und Joe Darling eine Partnerschaft. Nachdem Worrall nach 16 Runs ausgeschieden war, gelang dem englischen Bowler Jack Hearne ein Hattrick und auch Darling verlor sein Wicket nach 16 Runs. Daraufhin formten Victor Trumper und James Kelly eine Partnerschaft. Kelly erzielte 33 Runs und wurde ersetzt durch Hugh Trumble. Nachdem Trumper nach 32 ausgeschieden war, kam Frank Laver ins Spiel und auch Trumble schied nach einem Fifty über 56 Runs aus. Laver erreichte dann noch 45 Runs und das Innings endete mit einer Vorgabe für England über 177 Runs. Bester englischer Bowler waren Jack Hearne mit 4 Wickets für 50 Runs. Jack Brown konnte bis zum Ende des Tages dann noch 14* Runs erreichen, womit er das Ergebnis auf 19/0 setzte. Am dritten tag konnte auf Grund von Regenfällen nicht mehr gespielt werden und das Spiel endete in einem Remis.

### Vierter Test in Manchester
| 17. – 19. Juli Scorecard | Manchester | England 372 (141.1) & 94-3 (27) | – | Australien 196 (82.3) & 346-7d (181) |
|                          |            | Remis                           |   |                                      |

England gewann den Münzwurf und entschied sich als Schlagmannschaft zu beginnen. Nachdem die beiden Eröffnungs-Batter für England früh ausschieden konnte KS Ranjitsinhji 21 Runs erzielen. Daraufhin formte sich eine Partnerschaft zwischen Stanley Jackson und Tom Hayward, wobei Jackson 44 Runs erreichte. An der Seite von Hayward erzielte dann Bill Brockwell 20 Runs, bevor Dick Lilley ein Fifty über 58 Runs gelang. Daraufhin folgte Sailor Young aufs Feld und Hayward schied nach einem Century über 130 Runs aus. Ihm folgte Bill Bradley und Young verlor das letzte Wicket des Innings nach 43 Runs. Bradley hatte bis dahin 23* Runs erzielt. Beste australische Bowler waren Monty Noble mit 3 Wickets für 85 Runs und Ernie Jones mit 3 Wickets für 136 Runs. Australien verlor früh ein Wicket und der Tag endete beim Stand von 1/1. Am zweiten Spieltag formte Jack Worrall eine Partnerschaft mit Monty Noble. Worall schied nach 14 Runs aus und an der Seite von Noble erzielte Victor Trumper 14, Hugh Trumble 44 und Frank Iredale 31 Runs. Als das letzte Wicket fiel, hatte Noble ein Fifty über 60* Runs erreicht und England forderte mit einem Vorsprung von 176 Runs das Follow-on ein. Beste englische Bowler waren Bill Bradley mit 5 Wickets für 67 Runs und Sailor Young mit 4 Wickets für 79 Runs. In ihrem zweiten Innings formten die Eröffnungs-Batter Jack Worrall und Monty Noble eine Partnerschaft. Worrall schied nach einem Fifty über 53 Runs aus und wurde gefolgt von Victor Trumper, der zusammen mit Noble den Tag beim Stand von 142/2 beendete. Am dritten Tag verlor Trumper sein Wicket nach einem Fifty über 63 Runs, bevor Joe Darling aufs Feld kam. Noble schied dann nach einem Half-Century über 89 Runs aus und wurde durch Frank Iredale ersetzt. Darling konnte 39 Runs erzielen und der hineinkommende James Kelly erreichte 26 Runs. Als Iredale 36* Runs und Laver 14* Runs erzielt hatten deklarierte Australien mit einer Vorgabe von 171 Runs für England das Innings. Bester englischer Bowler war Jack Hearne mit 3 Wickets für 54 Runs. Für England bildete Eröffnungs-Batter Willie Quaife zusammen mit dem dritten Schlagmann KS Ranjitsinhji eine Partnerschaft. Quaife verlor sein Wicket nach 15 Runs, woraufhin Ranjitsinhji und Stanley Jackson ohne die Vorgabe zu erreichen das Innings beendeten. Ranjitsinhji hatte 49* Runs erzielt und Jackson 14* Runs. Bester australischer Bowler war Hugh Trumble mit 2 Wickets für 33 Runs.

### Fünfter Test in London
| 14. – 16. August Scorecard | London | England 576 (193.4) | – | Australien 352 (143.3) & 254-5 (100) (f/o) |
|                            |        | Remis               |   |                                            |

England gewann den Münzwurf und entschied sich als Schlagmannschaft zu beginnen. Für sie bildeten die beiden Eröffnungs-Batter Stanley Jackson und Tom Hayward eine Partnerschaft. Stanley schied nach einem Century über 118 Runs aus und der hineinkommende KS Ranjitsinhji erzielte ein Fifty über 54 Runs. Nachdem C. B. Fry aufs Feld kam, verlor Hayward sein Wicket nach einem Century über 137 Runs. Daraufhin erzielte Archie MacLaren 49 Runs und der Tag endete beim Stand von 435/4. Am zweiten Tag erreichte Fry an der Seite von Charlie Townsend ein Fifty über 60 Runs. Daraufhin kam Bill Lockwood aufs Feld und erreichte 24 Runs und wurde gefolgt durch Arthur Jones. Townsend schied nach 38 Runs aus und nachdem Dick Lilley ins Spiel kam, verlor auch Jones nach 31 Runs sein Wicket. Lilley verlor dann das letzte Wicket des Innings nach 37 Runs. Bester australischer Bowler war Ernie Jones mit 4 Wickets für 164 Runs. Für Australien begannen Jack Worrall und Hugh Trumble. Trumble schied nach 24 Runs aus und nachdem Joe Darling aufs Feld kam, verlor auch Worrall nach einem Fifty über 55 Runs sein Wicket. Darling formte dann eine Partnerschaft mit Syd Gregory und nachdem Darling nach einem Fifty über 71 Runs sein Wicket verlor, endete der Tag beim Stand von 220/5. Am dritten Tag kam Charlie McLeod ins Spiel und Gregory schied nach einem Century über 117 Runs aus. Als das letzte Wicket fiel, hatte McLeod 31+ Runs erzielt und so den Rückstand auf 224 Runs verkürzt. Dennoch konnte England das Follow-on einfordern. Beste englische Bowler waren Bill Lockwood mit 7 Wickets für 71 Runs und Arthur Jones mit 3 Wickets für 73 Runs. Für Australien begannen in ihrem zweiten Innings Jack Worrall und Charlie McLeod. Worrall schied nach einem Fifty über 75 Runs aus und wurde gefolgt durch Monty Noble. Nachdem McLeod nach einem Half-Century über 77 Runs sein Wicket verloren hatte, konnte Noble mit 69* Runs das Remis retten. Bester englischer Bowler war Wilfred Rhodes mit 3 Wickets für 27 Runs.

## Statistiken
Die folgenden Cricketstatistiken wurden bei dieser Tour erzielt.
| Tests           | Tests      | Tests   | Tests   | Tests   | Tests   | Tests   | Tests   | Tests   |
| Batting         | Batting    | Batting | Batting | Batting | Batting | Batting | Batting | Batting |
| Spieler         | Mannschaft | Spiele  | Innings | Runs    | Average | HS      | 100s    | 50s     |
| --------------- | ---------- | ------- | ------- | ------- | ------- | ------- | ------- | ------- |
| Tom Hayward     | England    | 5       | 7       | 413     | 68,83   | 137     | 2       | 1       |
| Monty Noble     | Australien | 5       | 9       | 367     | 52,42   | 89      | 0       | 4       |
| Jack Worrall    | Australien | 4       | 8       | 318     | 45,42   | 76      | 0       | 4       |
| Stanley Jackson | England    | 5       | 8       | 303     | 42,28   | 118     | 1       | 1       |
| Clem Hill       | Australien | 3       | 5       | 301     | 60,20   | 135     | 1       | 2       |
| Bowling         |            |         |         |         |         |         |         |         |
| Spieler         | Mannschaft | Spiele  | Overs   | Wickets | Average | BBI     | 5W      | 10W     |
| Ernie Jones     | Australien | 5       | 255.1   | 26      | 25,26   | 7/88    | 2       | 1       |
| Hugh Trumble    | Australien | 5       | 192.3   | 15      | 25,00   | 5/60    | 1       | 0       |
| Jack Hearne     | England    | 3       | 199.3   | 13      | 24,69   | 4/50    | 0       | 0       |
| Wilfried Rhodes | England    | 3       | 146.2   | 13      | 26,23   | 4/58    | 0       | 0       |
| Monty Noble     | Australien | 4       | 180.3   | 13      | 31,23   | 3/82    | 0       | 0       |